# Generální stavy Nizozemska
Generální stavy (nizozemsky: Staten-Generaal) je dvoukomorový parlament Nizozemského království. Je tvořen horní komorou (Eerste Kamer) a dolní komorou (Tweede Kamer). Obě komory sídlí v komplexu budov zvaném Binnenhof v Haagu. Kořeny generálních stavů lze nalézt již v 15. století, tehdy šlo spíše o stavovský sněm. Roku 1815, kdy vzniklo Spojené království nizozemské, byly Generální stavy rozděleny na dvě komory. Avšak teprve od ústavní změny v roce 1848 jsou poslanci dolní komory demokraticky voleni a pravomoci generálních stavů byly rozšířeny tak, že lze v Nizozemsku hovořit o parlamentní demokracii. Od roku 1918 jsou členové dolní komory voleni na čtyři roky na principu poměrného zastoupení a na základě všeobecného volebního práva (ženy získaly hlasovací právo roku 1919) a v klasickém stranickém systému. Od stejné doby jsou členové horní komory voleni radami provincií, taktéž na čtyři roky. Od roku 1956 je počet členů horní komory 75 a dolní 150. Obě komory Generálních stavů se scházejí na společném zasedání (tzv. Verenigde Vergadering) nejméně jednou ročně, a to na začátku parlamentního roku, kdy král pronáší svůj trůnní projev na Den princů. Vedle toho se scházejí při mimořádných příležitostech, například při hlasování o sňatku člena královského rodu, při inauguraci panovníka nebo úmrtí člena královského rodu. Společnému zasedání obou komor předsedá předseda horní komory.